# Heizschütz
Ein Heizschütz ist ein Schütz, also ein elektromagnetisch betätigter Schalter, der in Schaltungen eingesetzt wird, in welchen die Erzeugung von Wärme durch Elektrizität gefordert ist.
Da eine Heizung in der Regel keinen induktiven oder kapazitiven Anteil in der aufgenommenen Leistung hat, kann der Schutz gegen Überspannungen und Überströme entfallen. Weil eine Heizung nicht im Sekundentakt getaktet wird, kann auch die Auslegung auf eine hohe Anzahl von Schaltspielen entfallen. Bei Regelungen, bei denen es trotzdem nötig ist, eine hohe Anzahl von Schaltspielen auf die Heizung zu bringen, dient das Heizschütz als galvanisches Trennelement, um den Verbraucher im Fehlerfall von der Versorgungsspannung zu trennen. Die eigentliche Regelung erfolgt dann mit einer Wellenpaketsteuerung über ein Solid State Relais.
Trotz des Einsatzes von Leistungselektronik ist der Einsatz dieses elektromechanischen Bauteils zur galvanischen Trennung und bei wenig schaltenden Verbrauchen Standard. Da sich ein Heizwiderstand durch einen rein ohmschen Betrieb auszeichnet, sind die Wechselstromparameter wie Anlaufstrom und Phasenverschiebung zu vernachlässigen, da praktisch nicht vorhanden.
Beispiele für den Einsatz von Heizschützen sind die Nachtspeicherheizung und die Bauteilbeheizung im Bereich des Maschinenbaus. In der Auslegung eines Heizschützes im Unterschied zu einem normalen Schütz erkennt man Unterschiede in der Belastbarkeit, in den Funkenstrecken und in den angegebenen Schaltspielen. 

## Rechenbeispiel
- Nachtspeicherheizung: 2 Schaltspiele (Ein-Aus) pro Tag ⇒ ~ 700 Schaltspiele im Jahr

Heizung an einer Maschine: Ein Schaltzyklus pro Minute
{\displaystyle 1{\frac {Schaltzyklus}{Min.}}\cdot 60{\frac {Min}{Std.}}\cdot 24{\frac {Std.}{Tag}}\cdot 365{\frac {Tag}{Jahr}}=525600}
Dies ergibt 525.600 Schaltspiele im Jahr, wobei in realen Schaltungen die Zykluszeit bei bis zu 2 Sekunden liegt.